# Ezequiel Llorach

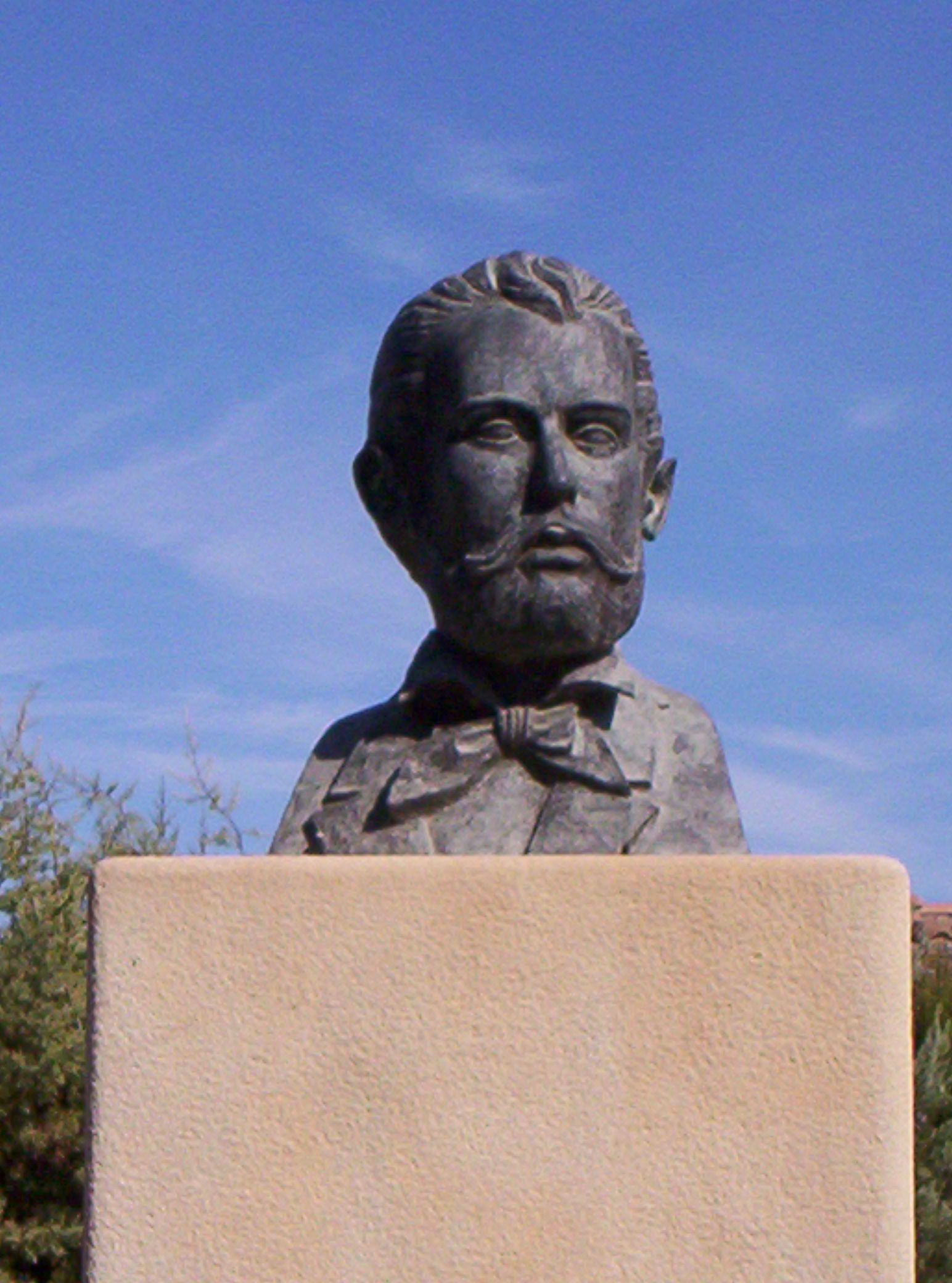
Busto del poeta situado en la plaza que le homenajea en el Omellons.

Ezequiel Llorach Aguilar fue un poeta nacido en Omellóns, (Lérida), España en 1846 y fallecido en San Baudilio de Llobregat en 1887. Escritor de estilo romántico, publicó dos libros Vibraciones del sentimiento y Actéon además de otros poemas. Dedicó varios poemas a la reina María Cristina de Borbón-Dos Sicilias.
De vida tortuosa, se suicidó por un desengaño amoroso.

## Estudios
En el curso académico 1869-1870 Ezequiel Llorach obtiene el título de Bachiller en Artes en el Instituto de Segunda Enseñanza de Lleida.

## Crítica Literaria
Ramon Xuriguera comenta de Llorach -poeta de expresión castellana- "que no es menos cierto que los motivos que le sirven de base (en su obra), son sellados por la tierra" y su importancia radica en el hecho que es el primer poeta leridano que abandona la temática histórica y la substituye por un lirismo íntimo y melancólico.

## Obras

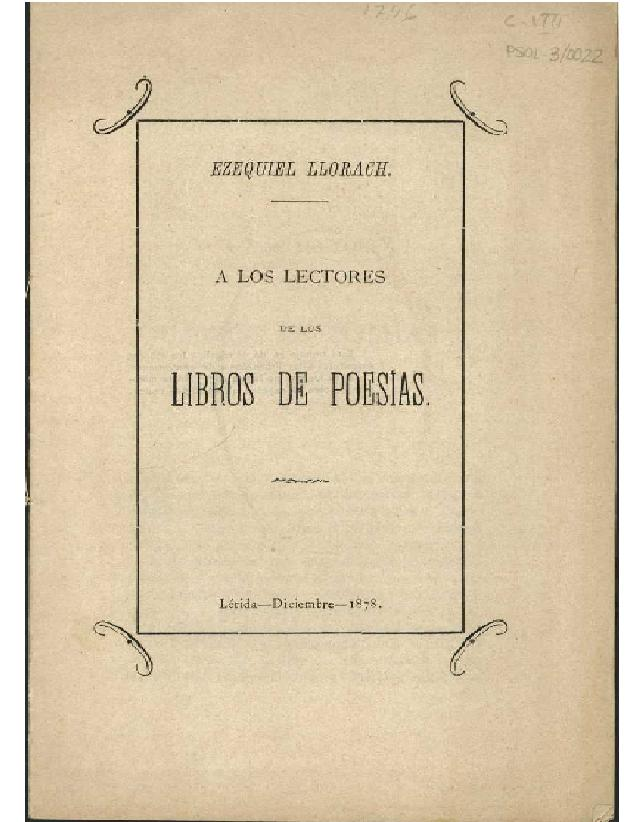
Libro de Llorach.

- Vibraciones del sentimiento
- Acteón
- Libros de poesías

- Datos: Q8960631
- Multimedia: Ezequiel Llorach Aguilar / Q8960631